# Kisvárda
Kisvárda é uma cidade da Hungria, situada no condado de Szabolcs-Szatmár-Bereg. Tem 35,9 km² de área e sua população em 2019 foi estimada em 16.084 habitantes.